# Бетафо
Бетафо (на малгашки: Betafo) е град в централен Мадагаскар, провинция Антананариво, регион Вакинанкарача. Административен център на окръг Бетафо. Населението на града през 2005 година е 27 787 души.

## География
Разположен е на 1410 m надморска височина, на ок. 191 km южно от Антананариво, в близост до града тече река Ландрацай. В рамките на града се намира езерото Татамарина. През града минава републикански път 34.

## Любопитности и факти
В околностите на града са разположени напоявани оризища, които са номинирани за Списъка на световното наследство на ЮНЕСКО през 1997 г.
От името на града идва името на метамиктичния радиоактивен минерал бетафит.